# Jesmond
Jesmond è un sobborgo residenziale di Newcastle upon Tyne, in Inghilterra ed è diviso in due collegi elettorali a nord del centro di Newcastle upon Tyne, in  Inghilterra. La popolazione ammonta a circa 12 000 abitanti. Sebbene storicamente faccia parte di Northumberland, è adiacente alla parte est dell'area di Town Moor. È da molti considerata il sobborgo più benestante di Newcastle.
All'estero il sobborgo è noto soprattutto per essere stato il paese natale di John Dawson Dewhirst, un velista che, il 13 agosto 1978, capitato per errore in acque cambogiane con alcuni suoi amici, fu imprigionato all'interno della prigione S-21 degli khmer rossi, e fu ivi torturato e ucciso.

## Architetture
- Sinagoga di Jesmond
- Chiesa parrocchiale di Jesmond